# Lista episoadelor din Psycho-Pass
Lista episoadelor din Psycho-Pass cuprinde episoadele din anime-ul Psycho-Pass, în care acțiunea seriei se petrece în viitorul apropiat, când este posibilă măsurarea instantanee a stării mentale, a aptitudinilor, a emoțiilor și a dorințelor unei persoane. Aceste informații sunt înregistrate și procesate, iar termenul „Psycho Pass” se referă la standardul folosit pentru a citi mintea unui individ. În viitor, cu ajutorul unui dispozitiv numit Dominator, poate fi stabilită intenția criminală a oricărui cetățean. Povestea se învârte în jurul unei echipe de polițiști din cadrul Departamentului de Siguranță Publică. Această echipă este compusă din Executori, criminali latenți al căror Psycho-Pass a trecut de limita acceptată, dar cărora le-a fost acordată libertatea în schimbul ajutorului la prinderea altor infractori și din Detectivi, care au sarcina de a-i supraveghea pe Executori.

### Episoade

#### Psycho-Pass
Această listă cuprinde episoadele din primul sezon al anime-ului Psycho-Pass.
1. Coeficientul crimei
2. Cei capabili
3. Creșterea convențiilor
4. Nimeni nu-ți cunoaște masca
5. Nimeni nu-ți știe fața
6. Reîntoarcerea Prințului Psihotic
7. Simbolismul Bletillei Striata
8. Restul e tăcere
9. Fructul din Eden
10. Jocul lui Matusalem
11. Cina cea de Taină
12. Răscrucea Diavolului
13. Invitație din Abis
14. Otravă dulce
15. Orașul unde cade praful de pușcă
16. Poarta către judecată
17. Inimă de fier
18. O promisiune scrisă pe apă
19. Umbra transparentă
20. Locul unde sălășluiește dreptatea
21. Răsplata pătată de sânge
22. Lume perfectă

#### Psycho-Pass 2
Această listă cuprinde episoadele din cel de-al 2-lea sezon al anime-ului Psycho-Pass, numit Psycho-Pass 2.
1. Balanța dreptății
2. Necunoscutul înfiorător
3. Dovada Diavolului
4. Mântuirea lui Iov
5. Jocuri permise
6. Cei care aruncă cu pietre
7. Copiii de negăsit
8. Conceperea oracolului
9. Paradoxul atotputerniciei
10. Măsurarea sufletului
11. Ce culoare am?

### Movie

#### Psycho-Pass Filmul
Această listă cuprinde film, filmele fiind episoade care arată întâmplări ce continuă episoadele sau întâmplări ce nu au legătură cu episoadele.
1. Psycho-Pass Filmul